# Single numer jeden w roku 2013 (Polska)
Notowanie Polish Airplay Chart przedstawia najpopularniejsze utwory w polskich rozgłośniach radiowych oraz stacjach telewizyjnych. Opublikowane przez ZPAV dane w roku 2013 kompletowane były przez BMAT w oparciu o cotygodniową liczbę odegrań w radio oraz wyświetleń w telewizji. Poniżej znajdują się tabele prezentujące najpopularniejsze single, najwyżej debiutujące nowości oraz najczęściej emitowane teledyski w muzycznych stacjach telewizyjnych w danych tygodniach w roku 2013.

## Top airplay
| Data            | Top 5 airplay                               | Top 5 airplay                        | Top 5 airplay | Top 5 airplay – nowości                 | Top 5 airplay – nowości              | Top 5 airplay – nowości |
| Data            | Wykonawca                                   | Utwór                                | Źródło        | Wykonawca                               | Utwór                                | Źródło                  |
| --------------- | ------------------------------------------- | ------------------------------------ | ------------- | --------------------------------------- | ------------------------------------ | ----------------------- |
| 5 stycznia      | Lana Del Rey                                | „Summertime Sadness”                 | [ 1 ]         | Imagine Dragons                         | „It’s Time”                          | [ 2 ]                   |
| 12 stycznia     | Lana Del Rey                                | „Summertime Sadness”                 | [ 3 ]         | Liber & Natalia Szroeder                | „Wszystkiego na raz”                 | [ 4 ]                   |
| 19 stycznia     | Bruno Mars                                  | „Locked Out of Heaven”               | [ 5 ]         | Krzysztof Kiljański & Halina Mlynkova   | „Podejrzani zakochani”               | [ 6 ]                   |
| 26 stycznia     | Ewelina Lisowska                            | „W stronę słońca”                    | [ 7 ]         | Donatan feat. Borixon & Kajman          | „Nie lubimy robić”                   | [ 8 ]                   |
| 2 lutego        | Ewelina Lisowska                            | „W stronę słońca”                    | [ 9 ]         | Dido                                    | „No Freedom”                         | [ 10 ]                  |
| 9 lutego        | Ewelina Lisowska                            | „W stronę słońca”                    | [ 11 ]        | Anna Wyszkoni                           | „W całość ułożysz mnie”              | [ 12 ]                  |
| 16 lutego       | Ewelina Lisowska                            | „W stronę słońca”                    | [ 13 ]        | Rihanna feat. Mikky Ekko                | „Stay”                               | [ 14 ]                  |
| 23 lutego       | Ewelina Lisowska                            | „W stronę słońca”                    | [ 15 ]        | Bracia                                  | „Wierzę w lepszy świat”              | [ 16 ]                  |
| 2 marca         | Labrinth feat. Emeli Sandé                  | „Beneath Your Beautiful”             | [ 17 ]        | One Direction                           | „One Way or Another (Teenage Kicks)” | [ 18 ]                  |
| 9 marca         | Labrinth feat. Emeli Sandé                  | „Beneath Your Beautiful”             | [ 19 ]        | Sylwia Grzeszczak                       | „Flirt”                              | [ 20 ]                  |
| 16 marca        | Labrinth feat. Emeli Sandé                  | „Beneath Your Beautiful”             | [ 21 ]        | Lana Del Rey                            | „Dark Paradise”                      | [ 22 ]                  |
| 23 marca        | Avicii vs Nicky Romero                      | „I Could Be the One”                 | [ 23 ]        | Michael Bublé                           | „It's a Beautiful Day”               | [ 24 ]                  |
| 30 marca        | The Lumineers                               | „Ho Hey”                             | [ 25 ]        | Honorata „Honey” Skarbek                | „Nie powiem jak”                     | [ 26 ]                  |
| 6 kwietnia      | Avicii vs Nicky Romero                      | „I Could Be the One”                 | [ 27 ]        | Enej                                    | „Lili”                               | [ 28 ]                  |
| 13 kwietnia     | Enej                                        | „Lili”                               | [ 29 ]        | IRA                                     | „Uciekaj”                            | [ 30 ]                  |
| 20 kwietnia     | Pink feat. Nate Ruess                       | „Just Give Me a Reason”              | [ 31 ]        | Jessie Ware                             | „Imagine It Was Us”                  | [ 32 ]                  |
| 27 kwietnia     | One Direction                               | „One Way or Another (Teenage Kicks)” | [ 33 ]        | Avril Lavigne                           | „Here’s to Never Growing Up”         | [ 34 ]                  |
| 4 maja          | One Direction                               | „One Way or Another (Teenage Kicks)” | [ 35 ]        | Ewelina Lisowska                        | „Jutra nie będzie”                   | [ 36 ]                  |
| 11 maja         | One Direction                               | „One Way or Another (Teenage Kicks)” | [ 37 ]        | Sharon Doorson                          | „High On Your Life”                  | [ 38 ]                  |
| 18 maja         | One Direction                               | „One Way or Another (Teenage Kicks)” | [ 39 ]        | Liber & Natalia Szroeder                | „Nie patrzę w dół”                   | [ 40 ]                  |
| 25 maja         | Justin Timberlake                           | „Mirrors”                            | [ 41 ]        | Rihanna feat. David Guetta              | „Right Now”                          | [ 42 ]                  |
| 1 czerwca       | Macklemore & Ryan Lewis feat. Ray Dalton    | „Can’t Hold Us”                      | [ 43 ]        | Wax                                     | „Rosana”                             | [ 44 ]                  |
| 8 czerwca       | Macklemore & Ryan Lewis feat. Ray Dalton    | „Can’t Hold Us”                      | [ 45 ]        | Loreen                                  | „We Got the Power”                   | [ 46 ]                  |
| 15 czerwca      | Macklemore & Ryan Lewis feat. Ray Dalton    | „Can’t Hold Us”                      | [ 47 ]        | will.i.am feat. Miley Cyrus             | „Fall Down”                          | [ 48 ]                  |
| 22 czerwca      | Robin Thicke feat. T.I. & Pharrell Williams | „Blurred Lines”                      | [ 49 ]        | LemON                                   | „Nice”                               | [ 50 ]                  |
| 29 czerwca      | Robin Thicke feat. T.I. & Pharrell Williams | „Blurred Lines”                      | [ 51 ]        | Alain Clark                             | „Back in My World”                   | [ 52 ]                  |
| 6 lipca         | Robin Thicke feat. T.I. & Pharrell Williams | „Blurred Lines”                      | [ 53 ]        | Pink feat. Lily Allen                   | „True Love”                          | [ 54 ]                  |
| 13 lipca        | Robin Thicke feat. T.I. & Pharrell Williams | „Blurred Lines”                      | [ 55 ]        | Remady feat. Manu-L                     | „Holidays”                           | [ 56 ]                  |
| 20 lipca        | Robin Thicke feat. T.I. & Pharrell Williams | „Blurred Lines”                      | [ 57 ]        | Jessie J feat. Big Sean & Dizzee Rascal | „Wild”                               | [ 58 ]                  |
| 27 lipca        | Sylwia Grzeszczak                           | „Pożyczony”                          | [ 59 ]        | Ellie Goulding                          | „Burn”                               | [ 60 ]                  |
| 3 sierpnia      | Sylwia Grzeszczak                           | „Pożyczony”                          | [ 61 ]        | Flo Rida feat. Pitbull                  | „Can't Believe It”                   | [ 62 ]                  |
| 10 sierpnia     | Sylwia Grzeszczak                           | „Pożyczony”                          | [ 63 ]        | James Blunt                             | „Bonfire Heart”                      | [ 64 ]                  |
| 17 sierpnia     | Avicii                                      | „Wake Me Up!”                        | [ 65 ]        | Alex Saidec                             | „Stay in This Moment”                | [ 66 ]                  |
| 24 sierpnia     | Avicii                                      | „Wake Me Up!”                        | [ 67 ]        | Bastille                                | „Laura Palmer”                       | [ 68 ]                  |
| 31 sierpnia     | Avicii                                      | „Wake Me Up!”                        | [ 69 ]        | Uniqplan                                | „Wilderness”                         | [ 70 ]                  |
| 7 września      | Avicii                                      | „Wake Me Up!”                        | [ 71 ]        | Sylwia Grzeszczak                       | „Księżniczka”                        | [ 72 ]                  |
| 14 września     | Avicii                                      | „Wake Me Up!”                        | [ 73 ]        | Franz Ferdinand                         | „Love Illumination”                  | [ 74 ]                  |
| 21 września     | Avicii                                      | „Wake Me Up!”                        | [ 75 ]        | Red Lips                                | „Czarne i białe”                     | [ 76 ]                  |
| 28 września     | OneRepublic                                 | „Counting Stars”                     | [ 77 ]        | Miley Cyrus                             | „Wrecking Ball”                      | [ 78 ]                  |
| 5 października  | OneRepublic                                 | „Counting Stars”                     | [ 79 ]        | Imagine Dragons                         | „On Top of the World”                | [ 80 ]                  |
| 12 października | Avicii                                      | „Wake Me Up!”                        | [ 81 ]        | Lawson                                  | „Juliet”                             | [ 82 ]                  |
| 19 października | OneRepublic                                 | „Counting Stars”                     | [ 83 ]        | Robbie Williams                         | „Go Gentle”                          | [ 84 ]                  |
| 26 października | Bednarek                                    | „Cisza”                              | [ 85 ]        | Pearl Jam                               | „Sirens”                             | [ 86 ]                  |
| 2 listopada     | Sylwia Grzeszczak                           | „Księżniczka”                        | [ 87 ]        | Eminem feat. Rihanna                    | „The Monster”                        | [ 88 ]                  |
| 9 listopada     | Wally Lopez feat. Jamie Scott               | „You Can't Stop the Beat”            | [ 89 ]        | One Direction                           | „Story of My Life”                   | [ 90 ]                  |
| 16 listopada    | Sylwia Grzeszczak                           | „Księżniczka”                        | [ 91 ]        | Pink                                    | „All We All We Are”                  | [ 92 ]                  |
| 23 listopada    | Sylwia Grzeszczak                           | „Księżniczka”                        | [ 93 ]        | Natalia Szroeder                        | „Tęczowy”                            | [ 94 ]                  |
| 30 listopada    | Sylwia Grzeszczak                           | „Księżniczka”                        | [ 95 ]        | Bracia                                  | „Po drugiej stronie chmur”           | [ 96 ]                  |
| 7 grudnia       | Eminem feat. Rihanna                        | „The Monster”                        | [ 97 ]        | Bednarek                                | „Dni, których jeszcze nie znamy”     | [ 98 ]                  |
| 14 grudnia      | Eminem feat. Rihanna                        | „The Monster”                        | [ 99 ]        | Britney Spears                          | „My Only Wish (This Year)”           | [ 100 ]                 |
| 21 grudnia      | Eminem feat. Rihanna                        | „The Monster”                        | [ 101 ]       | Dada Life                               | „Born to Rage”                       | [ 102 ]                 |
| 28 grudnia      | Eminem feat. Rihanna                        | „The Monster”                        | [ 103 ]       | Imagine Dragons                         | „Demons”                             | [ 104 ]                 |

## Top airplay TV
| Data            | Wykonawca                                   | Teledysk                             | Źródło  |
| --------------- | ------------------------------------------- | ------------------------------------ | ------- |
| 5 stycznia      | Calvin Harris feat. Florence Welch          | „Sweet Nothing”                      | [ 105 ] |
| 12 stycznia     | Rihanna                                     | „Diamonds”                           | [ 106 ] |
| 19 stycznia     | Bruno Mars                                  | „Locked Out of Heaven”               | [ 107 ] |
| 26 stycznia     | Bruno Mars                                  | „Locked Out of Heaven”               | [ 108 ] |
| 2 lutego        | will.i.am feat. Britney Spears              | „Scream & Shout”                     | [ 109 ] |
| 9 lutego        | will.i.am feat. Britney Spears              | „Scream & Shout”                     | [ 110 ] |
| 16 lutego       | Ewelina Lisowska                            | „W stronę słońca”                    | [ 111 ] |
| 23 lutego       | Ewelina Lisowska                            | „W stronę słońca”                    | [ 112 ] |
| 2 marca         | Ewelina Lisowska                            | „W stronę słońca”                    | [ 113 ] |
| 9 marca         | Ewelina Lisowska                            | „W stronę słońca”                    | [ 114 ] |
| 16 marca        | Ewelina Lisowska                            | „W stronę słońca”                    | [ 115 ] |
| 23 marca        | Taylor Swift                                | „I Knew You Were Trouble”            | [ 116 ] |
| 30 marca        | Pitbull feat. Christina Aguilera            | „Feel This Moment”                   | [ 117 ] |
| 6 kwietnia      | Pitbull feat. Christina Aguilera            | „Feel This Moment”                   | [ 118 ] |
| 13 kwietnia     | Macklemore & Ryan Lewis feat. Wanz          | „Thrift Shop”                        | [ 119 ] |
| 20 kwietnia     | One Direction                               | „One Way or Another (Teenage Kicks)” | [ 120 ] |
| 27 kwietnia     | One Direction                               | „One Way or Another (Teenage Kicks)” | [ 121 ] |
| 4 maja          | One Direction                               | „One Way or Another (Teenage Kicks)” | [ 122 ] |
| 11 maja         | One Direction                               | „One Way or Another (Teenage Kicks)” | [ 123 ] |
| 18 maja         | Calvin Harris feat. Ellie Goulding          | „I Need Your Love”                   | [ 124 ] |
| 25 maja         | One Direction                               | „One Way or Another (Teenage Kicks)” | [ 125 ] |
| 1 czerwca       | One Direction                               | „One Way or Another (Teenage Kicks)” | [ 126 ] |
| 8 czerwca       | Macklemore & Ryan Lewis feat. Ray Dalton    | „Can’t Hold Us”                      | [ 127 ] |
| 15 czerwca      | Robin Thicke feat. T.I. & Pharrell Williams | „Blurred Lines”                      | [ 128 ] |
| 22 czerwca      | Calvin Harris feat. Ellie Goulding          | „I Need Your Love”                   | [ 129 ] |
| 29 czerwca      | Calvin Harris feat. Ellie Goulding          | „I Need Your Love”                   | [ 130 ] |
| 6 lipca         | Honorata „Honey” Skarbek                    | „Nie powiem jak”                     | [ 131 ] |
| 13 lipca        | Kreuzberg                                   | „Niecierpliwa”                       | [ 132 ] |
| 20 lipca        | Naughty Boy feat. Sam Smith                 | „La La La”                           | [ 133 ] |
| 27 lipca        | Robin Thicke feat. T.I. & Pharrell Williams | „Blurred Lines”                      | [ 134 ] |
| 3 sierpnia      | Avicii                                      | „Wake Me Up!”                        | [ 135 ] |
| 10 sierpnia     | Avicii                                      | „Wake Me Up!”                        | [ 136 ] |
| 17 sierpnia     | Avicii                                      | „Wake Me Up!”                        | [ 137 ] |
| 24 sierpnia     | Ewa Farna                                   | „Znak”                               | [ 138 ] |
| 31 sierpnia     | Lady Gaga                                   | „Applause”                           | [ 139 ] |
| 7 września      | Piersi                                      | „Bałkanica”                          | [ 140 ] |
| 14 września     | Piersi                                      | „Bałkanica”                          | [ 141 ] |
| 21 września     | Piersi                                      | „Bałkanica”                          | [ 142 ] |
| 28 września     | Piersi                                      | „Bałkanica”                          | [ 143 ] |
| 5 października  | Piersi                                      | „Bałkanica”                          | [ 144 ] |
| 12 października | Piersi                                      | „Bałkanica”                          | [ 145 ] |
| 19 października | Avicii                                      | „Wake Me Up!”                        | [ 146 ] |
| 26 października | Piersi                                      | „Bałkanica”                          | [ 147 ] |
| 2 listopada     | Avicii                                      | „Wake Me Up!”                        | [ 148 ] |
| 9 listopada     | Piersi                                      | „Bałkanica”                          | [ 149 ] |
| 16 listopada    | Piersi                                      | „Bałkanica”                          | [ 150 ] |
| 23 listopada    | Lawson                                      | „Juliet”                             | [ 151 ] |
| 30 listopada    | Lawson                                      | „Juliet”                             | [ 152 ] |
| 7 grudnia       | Donatan & Cleo                              | „My Słowianie”                       | [ 153 ] |
| 14 grudnia      | Lawson                                      | „Juliet”                             | [ 154 ] |
| 21 grudnia      | Lawson                                      | „Juliet”                             | [ 155 ] |
| 28 grudnia      | Lawson                                      | „Juliet”                             | [ 156 ] |

## Top Dyskoteki
Notowanie Top Dyskoteki przedstawia najpopularniejsze piosenki emitowane w polskich klubach. Publikowane przez Związek Producentów Audio-Video, zestawienia w roku 2013 sporządzane były przez firmę DJ Promotion w oparciu o liczbę odegrań poszczególnych utworów w lokalach.
| Data            | Piosenka            | Wykonawca                                   | Źródło  |
| --------------- | ------------------- | ------------------------------------------- | ------- |
| 15 stycznia     | „Feel This Moment”  | Pitbull feat. Christina Aguilera            | [ 157 ] |
| 1 lutego        | „I Follow Rivers”   | Lykke Li                                    | [ 158 ] |
| 15 lutego       | „Feel This Moment”  | Pitbull feat. Christina Aguilera            | [ 159 ] |
| 1 marca         | „Feel This Moment”  | Pitbull feat. Christina Aguilera            | [ 160 ] |
| 15 marca        | „Feel This Moment”  | Pitbull feat. Christina Aguilera            | [ 161 ] |
| 1 kwietnia      | „Feel This Moment”  | Pitbull feat. Christina Aguilera            | [ 162 ] |
| 16 kwietnia     | „Feel This Moment”  | Pitbull feat. Christina Aguilera            | [ 163 ] |
| 1 maja          | „Feel This Moment”  | Pitbull feat. Christina Aguilera            | [ 164 ] |
| 16 maja         | „Feel This Moment”  | Pitbull feat. Christina Aguilera            | [ 165 ] |
| 1 czerwca       | „More than Friends” | Inna feat. Daddy Yankee                     | [ 166 ] |
| 16 czerwca      | „More than Friends” | Inna feat. Daddy Yankee                     | [ 167 ] |
| 1 lipca         | „More than Friends” | Inna feat. Daddy Yankee                     | [ 168 ] |
| 16 lipca        | „Get Lucky”         | Daft Punk feat. Pharrell Williams           | [ 169 ] |
| 1 sierpnia      | „Blurred Lines”     | Robin Thicke feat. T.I. & Pharrell Williams | [ 170 ] |
| 16 sierpnia     | „Holidays”          | Remady feat. Manu-L                         | [ 171 ] |
| 1 września      | „Get Lucky”         | Daft Punk feat. Pharrell Williams           | [ 172 ] |
| 16 września     | „Blurred Lines”     | Robin Thicke feat. T.I. & Pharrell Williams | [ 173 ] |
| 1 października  | „Wake Me Up!”       | Avicii                                      | [ 174 ] |
| 16 października | „Wake Me Up!”       | Avicii                                      | [ 175 ] |
| 1 listopada     | „Bałkanica”         | Piersi                                      | [ 176 ] |
| 16 listopada    | „Bałkanica”         | Piersi                                      | [ 177 ] |
| 1 grudnia       | „Bałkanica”         | Piersi                                      | [ 178 ] |
| 16 grudnia      | „Bałkanica”         | Piersi                                      | [ 179 ] |
| 31 grudnia      | „Bałkanica”         | Piersi                                      | [ 180 ] |